# Magyar pieta 1956
A Magyar pieta 1956 egy bronz szobor a pápai Erzsébet ligetben, melyet az 1956-os forradalom 50. évfordulója alkalmából, 2006. október 22-én avattak fel.
Tóbiás Klára szobrászművész alkotása Michelangelo Pietàjának kompozícióját veszi alapul, de Szűz Mária a halott Krisztus helyett az '56-os lyukas zászlót tartja ölében. A szoborból két példány készült, a másik a szegedi dóm előtt áll, ezt két héttel korábban avatták fel.